# Дифузьор
Дифузор в автомобилната промишленост е прието да се считат елементи, чиято цел е да ускоряват въздушната струя под автомобила, за да увеличат притискащата сила.
Обичайно имат три или четири ребра, разположени по дължина на въздушната струя, чиято основна функция е да оптимизират и разпределят навлезлия под автомобила, по време на движение въздушна струя, и да подобри аеродинамиката на автомобила.